# Ascurra
Ascurra är en kommun i Brasilien.   Den ligger i delstaten Santa Catarina, i den södra delen av landet, 1 300 km söder om huvudstaden Brasília. Antalet invånare är 7 419. Arean är 111 kvadratkilometer.
Terrängen i Ascurra är huvudsakligen kuperad, men åt nordväst är den bergig.
I omgivningarna runt Ascurra växer i huvudsak städsegrön lövskog. Runt Ascurra är det glesbefolkat, med 17 invånare per kvadratkilometer.